# Friso-Saksisch

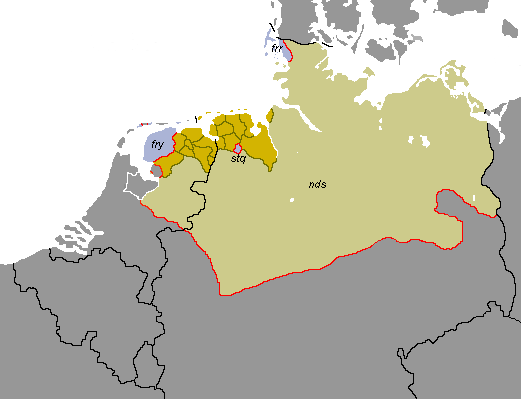
Nedersaksische talen
Friso-Saksische talen
Friese talen

Het Friso-Saksisch is een groep Nedersaksische dialecten die door het Fries zijn beïnvloed. Het behoort tot de Noordsaksische streektalen.
Van één Friso-Saksisch dialect kan niet worden gesproken, gezien de betreffende Nedersaksische dialecten door verschillende Friese talen (Westerlauwers Fries, Oosterlauwers Fries) zijn beïnvloed en de invloed op sommige plaatsen groter is dan op andere plaatsen.
De meeste gebieden waarin deze dialecten worden gesproken zijn in het verleden Friestalig geweest, en hebben in de late Middeleeuwen het Fries ingeruild voor het Nedersaksisch. Bij het Stellingwerfs is dit andersom gegaan, en heeft een Friese invloed zich uitgebreid over een Saksisch gebied. Hierdoor wordt het Stellingwerfs niet altijd tot de eigenlijke Friso-Saksische dialecten gerekend.
Vergelijkbare termen zijn Friso-Franko-Saksisch en Friso-Frankisch. Deze aanduidingen worden gebruikt voor dialecten en/of talen die respectievelijk tussen het Fries, het Nederfrankisch en het Nedersaksisch, en tussen het Fries en het Nederfrankisch zitten. Al deze termen kennen hun oorsprong in de 19e eeuw.

## Variëteiten
Variëteiten die vaak als Friso-Saksisch worden aangeduid, zijn:
- Gronings
  - Kollumerpompsters
  - Westerkwartiers
  - Stadsgronings
  - Noordenvelds
  - Hogelandsters
  - Oldambtsters
  - Veenkoloniaals
- Oostfries
  - Reiderlands
  - Moormerlands
  - Krummhörns
  - Auricherlands
  - Brookmerlands
  - Borkums
- Noord-Oldenburgs
  - Noord-Oldenburgs
  - Jeverlands
  - Harlingerlands
  - Wurster Plat
- Stellingwerfs (wordt soms tot het Westfaals gerekend)[2]